# Miami Open 2000 - Qualificazioni singolare maschile
Le qualificazioni del singolare maschile dell'Miami Open 2000 sono state un torneo di tennis preliminare per accedere alla fase finale della manifestazione. I vincitori dell'ultimo turno sono entrati di diritto nel tabellone principale. In caso di ritiro di uno o più giocatori aventi diritto a questi sono subentrati i lucky loser, ossia i giocatori che hanno perso nell'ultimo turno ma che avevano una classifica più alta rispetto agli altri partecipanti che avevano comunque perso nel turno finale.
Le qualificazioni del torneo Ericsson Open  2000 prevedevano 48 partecipanti di cui 12 sono entrati nel tabellone principale.

## Teste di serie
1. Juan Ignacio Chela (primo turno)
2. Gianluca Pozzi (Qualificato)
3. Martin Damm (Qualificato)
4. Ronald Agénor (ultimo turno)
5. Andrea Gaudenzi (primo turno)
6. Jens Knippschild (primo turno)
7. Nicolás Massú (Qualificato)
8. Laurence Tieleman (primo turno)
9. Jan Siemerink (ultimo turno)
10. Wayne Arthurs (Qualificato)
11. Antony Dupuis (ultimo turno)
12. Davide Sanguinetti (ultimo turno)

1. Xavier Malisse (primo turno)
2. David Nalbandian (primo turno)
3. Juan-Albert Viloca-Puig (primo turno)
4. Marcos Ondruska (primo turno)
5. Stéphane Huet (ultimo turno)
6. Cyril Saulnier (primo turno)
7. James Sekulov (ultimo turno)
8. Federico Browne (ultimo turno)
9. Nenad Zimonjić (primo turno)
10. Agustín Calleri (Qualificato)
11. Andy Fahlke (primo turno)
12. Gastón Etlis (ultimo turno)

## Qualificati
1. Michel Kratochvil
2. Gianluca Pozzi
3. Martin Damm
4. Agustín Calleri
5. Wayne Black
6. Tuomas Ketola

1. Nicolás Massú
2. Cyril Saulnier
3. Juan-Albert Viloca-Puig
4. Wayne Arthurs
5. David Nalbandian
6. Xavier Malisse

## Tabellone

### Legenda
| - Q = Qualificato - WC = Wild card - LL = Lucky loser | - ALT = Alternate - SE = Special Exempt - PR = Protected Ranking | - w/o = Walkover - r = Ritirato - d = Squalificato |

### Sezione 1
|  | Primo turno | Primo turno        | Primo turno | Primo turno | Primo turno |  |  | Ultimo turno | Ultimo turno      | Ultimo turno | Ultimo turno | Ultimo turno |  |
|  |             |                    |             |             |             |  |  |              |                   |              |              |              |  |
|  |             | Michel Kratochvil  | 4           | 6           | 7           |  |  |              |                   |              |              |              |  |
|  | 1           | Juan Ignacio Chela | 6           | 3           | 5           |  |  |              | Michel Kratochvil | 7            | 3            | 6            |  |
|  | 24          | Gastón Etlis       | 6           | 4           | 6           |  |  | 24           | Gastón Etlis      | 5            | 6            | 3            |  |
|  |             | Michael Russell    | 3           | 6           | 1           |  |  |              |                   |              |              |              |  |

### Sezione 2
|  | Primo turno | Primo turno    | Primo turno    | Primo turno | Primo turno |  |  | Ultimo turno | Ultimo turno   | Ultimo turno | Ultimo turno | Ultimo turno |  |
|  |             |                |                |             |             |  |  |              |                |              |              |              |  |
|  | 2           | Gianluca Pozzi | Gianluca Pozzi | 7           | 7           |  |  |              |                |              |              |              |  |
|  |             | Alex O'Brien   | Alex O'Brien   | 63          | 65          |  |  | 2            | Gianluca Pozzi | 6            | 2            | 6            |  |
|  |             | Andy Fahlke    | 3              | 6           | 6           |  |  |              | Andy Fahlke    | 1            | 6            | 4            |  |
|  | 23          | Álex Calatrava | 6              | 3           | 4           |  |  |              |                |              |              |              |  |

### Sezione 3
|  | Primo turno | Primo turno    | Primo turno    | Primo turno | Primo turno |  |  | Ultimo turno | Ultimo turno   | Ultimo turno   | Ultimo turno | Ultimo turno |  |
|  |             |                |                |             |             |  |  |              |                |                |              |              |  |
|  | 3           | Martin Damm    | 4              | 6           | 6           |  |  |              |                |                |              |              |  |
|  |             | Joan Balcells  | 6              | 4           | 3           |  |  | 3            | Martin Damm    | Martin Damm    | 6            | 7            |  |
|  |             | Nenad Zimonjić | Nenad Zimonjić | 6           | 6           |  |  |              | Nenad Zimonjić | Nenad Zimonjić | 3            | 6            |  |
|  | 21          | Cecil Mamiit   | Cecil Mamiit   | 2           | 2           |  |  |              |                |                |              |              |  |

### Sezione 4
|  | Primo turno | Primo turno     | Primo turno     | Primo turno     | Primo turno |  |  | Ultimo turno | Ultimo turno    | Ultimo turno | Ultimo turno | Ultimo turno |  |
|  |             |                 |                 |                 |             |  |  |              |                 |              |              |              |  |
|  | 4           | Ronald Agénor   | Ronald Agénor   | 6               | 7           |  |  |              |                 |              |              |              |  |
|  |             | Raemon Sluiter  | Raemon Sluiter  | 3               | 5           |  |  | 4            | Ronald Agénor   | 6            | 3            | 6(1)         |  |
|  | 22          | Agustín Calleri | Agustín Calleri | Agustín Calleri | 1           |  |  | 22           | Agustín Calleri | 4            | 6            | 7            |  |
|  |             | Francisco Costa | Francisco Costa | Francisco Costa | 0r          |  |  |              |                 |              |              |              |  |

### Sezione 5
|  | Primo turno | Primo turno     | Primo turno     | Primo turno | Primo turno |  |  | Ultimo turno | Ultimo turno  | Ultimo turno  | Ultimo turno | Ultimo turno |  |
|  |             |                 |                 |             |             |  |  |              |               |               |              |              |  |
|  |             | Wayne Black     | Wayne Black     | 7           | 6           |  |  |              |               |               |              |              |  |
|  | 5           | Andrea Gaudenzi | Andrea Gaudenzi | 64          | 1           |  |  |              | Wayne Black   | Wayne Black   | 7            | 6            |  |
|  | 19          | James Sekulov   | James Sekulov   | 6           | 6           |  |  | 19           | James Sekulov | James Sekulov | 64           | 0            |  |
|  |             | Oliver Gross    | Oliver Gross    | 2           | 3           |  |  |              |               |               |              |              |  |

### Sezione 6
|  | Primo turno | Primo turno      | Primo turno      | Primo turno | Primo turno |  |  | Ultimo turno | Ultimo turno    | Ultimo turno | Ultimo turno | Ultimo turno |  |
|  |             |                  |                  |             |             |  |  |              |                 |              |              |              |  |
|  |             | Tuomas Ketola    | Tuomas Ketola    | 7           | 6           |  |  |              |                 |              |              |              |  |
|  | 6           | Jens Knippschild | Jens Knippschild | 5           | 3           |  |  |              | Tuomas Ketola   | 63           | 7            | 6            |  |
|  | 20          | Federico Browne  | 6                | 2           | 6           |  |  | 20           | Federico Browne | 7            | 63           | 3            |  |
|  |             | Harel Levy       | 3                | 6           | 4           |  |  |              |                 |              |              |              |  |

### Sezione 7
|  | Primo turno | Primo turno      | Primo turno      | Primo turno | Primo turno |  |  | Ultimo turno | Ultimo turno  | Ultimo turno  | Ultimo turno | Ultimo turno |  |
|  |             |                  |                  |             |             |  |  |              |               |               |              |              |  |
|  | 7           | Nicolás Massú    | 6                | 4           | 7           |  |  |              |               |               |              |              |  |
|  |             | Sébastien Lareau | 2                | 6           | 63          |  |  | 7            | Nicolás Massú | Nicolás Massú | 6            | 7            |  |
|  | 17          | Stéphane Huet    | Stéphane Huet    | 6           | 7           |  |  | 17           | Stéphane Huet | Stéphane Huet | 2            | 5            |  |
|  |             | Sebastián Prieto | Sebastián Prieto | 2           | 5           |  |  |              |               |               |              |              |  |

### Sezione 8
|  | Primo turno | Primo turno       | Primo turno    | Primo turno | Primo turno |  |  | Ultimo turno     | Ultimo turno     | Ultimo turno     | Ultimo turno | Ultimo turno |  |
|  |             |                   |                |             |             |  |  |                  |                  |                  |              |              |  |
|  |             | Lars Burgsmüller  | 3              | 7           | 6           |  |  |                  |                  |                  |              |              |  |
|  | 8           | Laurence Tieleman | 6              | 68          | 3           |  |  | Lars Burgsmüller | Lars Burgsmüller | Lars Burgsmüller | 68           | 2            |  |
|  |             | Cyril Saulnier    | Cyril Saulnier | 6           | 6           |  |  | Cyril Saulnier   | Cyril Saulnier   | Cyril Saulnier   | 7            | 6            |  |
|  | 18          | Kevin Ullyett     | Kevin Ullyett  | 4           | 4           |  |  |                  |                  |                  |              |              |  |

### Sezione 9
|  | Primo turno | Primo turno             | Primo turno             | Primo turno | Primo turno |  |  | Ultimo turno | Ultimo turno            | Ultimo turno | Ultimo turno | Ultimo turno |  |
|  |             |                         |                         |             |             |  |  |              |                         |              |              |              |  |
|  | 9           | Jan Siemerink           | 5                       | 6           | 6           |  |  |              |                         |              |              |              |  |
|  |             | Bernd Karbacher         | 7                       | 1           | 1           |  |  | 9            | Jan Siemerink           | 7            | 4            | 2            |  |
|  |             | Juan-Albert Viloca-Puig | Juan-Albert Viloca-Puig | 6           | 6           |  |  |              | Juan-Albert Viloca-Puig | 5            | 6            | 6            |  |
|  | 15          | Thierry Guardiola       | Thierry Guardiola       | 1           | 1           |  |  |              |                         |              |              |              |  |

### Sezione 10
|  | Primo turno | Primo turno      | Primo turno      | Primo turno | Primo turno |  |  | Ultimo turno | Ultimo turno    | Ultimo turno | Ultimo turno | Ultimo turno |  |
|  |             |                  |                  |             |             |  |  |              |                 |              |              |              |  |
|  | 10          | Wayne Arthurs    | 6                | 5           | 7           |  |  |              |                 |              |              |              |  |
|  |             | James Blake      | 3                | 7           | 64          |  |  | 10           | Wayne Arthurs   | 5            | 7            | 6            |  |
|  |             | Marcos Ondruska  | Marcos Ondruska  | 6           | 6           |  |  |              | Marcos Ondruska | 7            | 5            | 3            |  |
|  | 16          | Andrej Stoljarov | Andrej Stoljarov | 4           | 3           |  |  |              |                 |              |              |              |  |

### Sezione 11
|  | Primo turno | Primo turno        | Primo turno        | Primo turno | Primo turno |  |  | Ultimo turno | Ultimo turno     | Ultimo turno     | Ultimo turno | Ultimo turno |  |
|  |             |                    |                    |             |             |  |  |              |                  |                  |              |              |  |
|  | 11          | Antony Dupuis      | Antony Dupuis      | 7           | 6           |  |  |              |                  |                  |              |              |  |
|  |             | Paul-Henri Mathieu | Paul-Henri Mathieu | 5           | 0           |  |  | 11           | Antony Dupuis    | Antony Dupuis    | 3            | 1            |  |
|  |             | David Nalbandian   | David Nalbandian   | 6           | 6           |  |  |              | David Nalbandian | David Nalbandian | 6            | 6            |  |
|  | 14          | Ján Krošlák        | Ján Krošlák        | 1           | 1           |  |  |              |                  |                  |              |              |  |

### Sezione 12
|  | Primo turno | Primo turno        | Primo turno        | Primo turno | Primo turno |  |  | Ultimo turno | Ultimo turno       | Ultimo turno | Ultimo turno | Ultimo turno |  |
|  |             |                    |                    |             |             |  |  |              |                    |              |              |              |  |
|  | 12          | Davide Sanguinetti | Davide Sanguinetti | 6           | 6           |  |  |              |                    |              |              |              |  |
|  |             | Maximilian Abel    | Maximilian Abel    | 3           | 3           |  |  | 12           | Davide Sanguinetti | 6            | 6(1)         | 1            |  |
|  |             | Xavier Malisse     | Xavier Malisse     | 7           | 6           |  |  |              | Xavier Malisse     | 3            | 7            | 6            |  |
|  | 13          | Fredrik Jonsson    | Fredrik Jonsson    | 5           | 1           |  |  |              |                    |              |              |              |  |